# Melette
Le Melette sono un gruppo di rilievi montuosi situati nella parte centro-orientale dell'altopiano dei Sette Comuni, in provincia di Vicenza.

## Geografia
Le Melette sono delimitate a ovest dalla valle di Campomulo, a sud dalla val Frenzela e a est dalla val Grande, mentre a nord degradano sino alla piana di Marcesina. Dal punto di vista amministrativo, sono divise tra i comuni di Gallio e Foza. Il confine tra i due enti si muove lungo la val Miela, collaterale della val Frenzela che si sviluppa da sud a nord grossomodo a metà del gruppo montuoso.

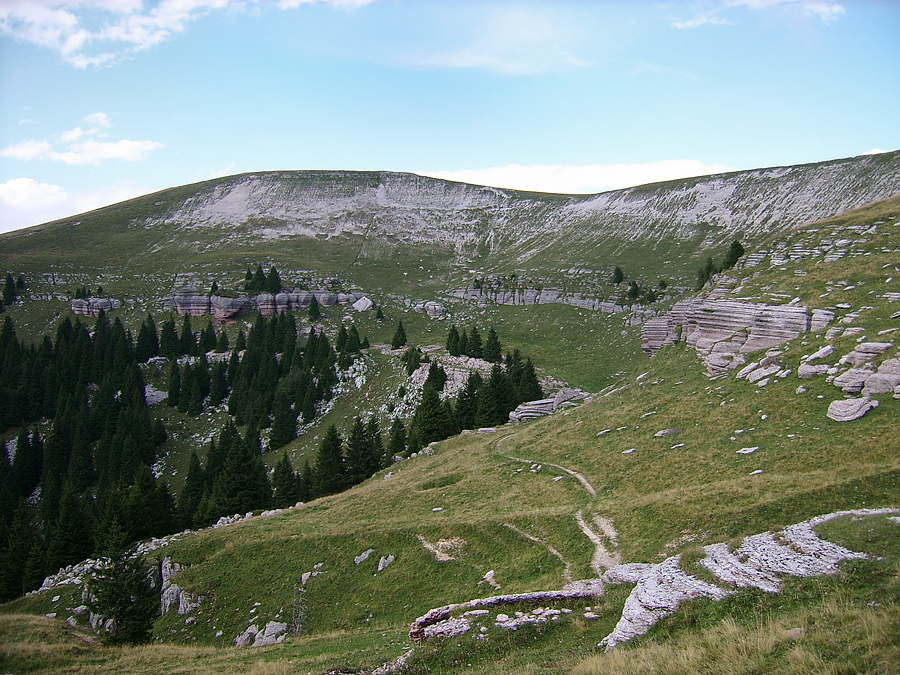
Formazioni rocciose sul monte Fior.

La zona è carsica e presenta caratteristiche tipiche di questo ambiente come ad esempio estese pavimentazioni rocciose dette karren. Un'altra peculiarità sono le formazioni rocciose a strati presenti soprattutto nel versante est del monte Fior, dette localmente "città di roccia".

### Cime
I principali monti del gruppo sono:
- Monte Fior 1824 m s.l.m.
- Monte Spil 1808 m s.l.m.
- Monte Miela 1782 m s.l.m.
- Monte Castelgomberto 1771 m s.l.m.
- Monte Meletta Davanti 1704 m s.l.m.
- Monte Meletta di Gallio 1676 m s.l.m.
- Monte Tondarecar 1673 m s.l.m.

## Prima guerra mondiale
Sulle Melette si combatterono aspre battaglie durante la Grande Guerra, alcuni episodi sono narrati nel libro di Emilio Lussu Un anno sull'Altipiano (sulle Melette era infatti dislocata la Brigata Sassari) oltre che nel libro di Paolo Monelli Le scarpe al sole. 
La zona è stata al centro di due battaglie cosiddette di "arresto": la prima nel giugno 1916 e la seconda nel novembre-dicembre 1917, quando le truppe italiane tentarono di sbarrare la strada per Bassano del Grappa agli austroungarici.

## Sport
Sul massiccio è praticato in inverno lo sci alpino  e lo snowkite mentre d'estate gli impianti sono stati utilizzati nel passato come bike park con apposite piste studiate per i praticanti del downhill.